# Mozambiki labdarúgó-bajnokság (első osztály)
A Moçambola a mozambiki labdarúgó bajnokságok legfelsőbb osztályának elnevezése. 1976-ban alapították és 14 csapat részvételével zajlik. A bajnok a bajnokok Ligájában indulhat.

## A 2012-es bajnokság résztvevői
- Chingale de Tete
- Costa do Sol (Maputo)
- Desportivo Maputo
- FC Chibuto
- Ferroviário Beira
- Ferroviário Maputo
- Ferroviário Nampula
- Ferroviário Pemba
- HCB Songo (Songo)
- Incomáti de Xinavane
- Liga Muçulmana
- Maxaquene (Maputo)
- Têxtil Punguè (Beira)
- Vilankulo F.C. (Vilankulo)

## Az eddigi bajnokok

### Gyarmati időszakban
| - 1956: Ferroviário (Lourenço Marques) - 1957: Grupo Desportivo de Lourenço Marques - 1958: Ferroviário (Beira) - 1959: Sporting Clube de Nampula - 1960: Sporting Clube de Lourenço Marques - 1961: Ferroviário (Lourenço Marques) - 1962: Sporting Clube de Lourenço Marques | - 1963: Ferroviário (Lourenço Marques) - 1964: Grupo Desportivo de Lourenço Marques - 1965: nem fejeződött be a bajnokság - 1966: Ferroviário (Lourenço Marques) - 1967: Ferroviário (Lourenço Marques) - 1968: Ferroviário (Lourenço Marques) - 1969: Textáfrica (Vila Pery) | - 1970: Ferroviário (Lourenço Marques) - 1971: Textáfrica (Vila Pery) - 1972: Ferroviário (Lourenço Marques) - 1973: Textáfrica (Vila Pery) - 1974: Ferroviário (Beira) |

### Független államként
| - 1975: nem volt bajnokság - 1976: Textáfrica do Chimoio - 1977: Desportivo de Maputo - 1978: Desportivo de Maputo - 1979: Costa do Sol - 1980: Costa do Sol - 1981: Têxtil Punguè - 1982: Ferroviario de Maputo - 1983: Desportivo de Maputo - 1984: Maxaquene - 1985: Maxaquene - 1986: Maxaquene - 1987: Matchedje | - 1988: Desportivo de Maputo - 1989: Ferroviario de Maputo - 1990: Matchedje - 1991: Costa do Sol - 1992: Costa do Sol - 1993: Costa do Sol - 1994: Costa do Sol - 1995: Desportivo de Maputo - 1996: Ferroviario de Maputo - 1997: Ferroviario de Maputo - 1998/99: Ferroviario de Maputo - 1999/00: Costa do Sol - 2000/01: Costa do Sol | - 2002: Ferroviario de Maputo - 2003: Maxaquene - 2004: Ferroviário de Nampula - 2005: Ferroviario de Maputo - 2006: Desportivo de Maputo - 2007: Costa do Sol - 2008: Ferroviario de Maputo - 2009: Ferroviario de Maputo - 2010: Liga Muçulmana - 2011: Liga Muçulmana |  |

## Bajnoki címek eloszlása
| Klub                   | Bajnoki címek |
| ---------------------- | ------------- |
| Costa do Sol           | 9             |
| Ferroviário de Maputo  | 9             |
| Desportivo de Maputo   | 6             |
| Maxaquene              | 4             |
| Matchedje              | 2             |
| Liga Muçulmana         | 2             |
| Ferroviário de Nampula | 1             |
| Textáfrica do Chimoio  | 1             |
| Têxtil Punguè          | 1             |

## Külső hivatkozások
- Információk Archiválva 2016. március 5-i dátummal a Wayback Machine-ben a FIFA honlapján
- Információk az RSSSF honlapján